# 大口大口的少爷君
『もりもりぼっくん』是1986年4月6日至同年12月28日在富士电视台全39話放送的机器人特摄节目与主角机器人的名称。东映不可思议喜剧系列的第6作品。

## 人员
导演: 佐伯孚治、坂本太郎、近藤杉雄、小西通雄、冨田義治、岡本明久
编剧: 鳥山正晴、浦沢義雄

## 演员
黒川明子
田山真美子
内藤政也
永井寛孝
市川勇